# Vatín
Vatín (en allemand : Wattin) est une commune du district de Žďár nad Sázavou, dans la région de Vysočina, en République tchèque. Sa population s'élevait à 322 habitants en 2020.

## Géographie
Vatín se trouve à 4,5 km au sud-est du centre de Žďár nad Sázavou, à 31 km au nord-est de Jihlava à 127 km au sud-est de Prague.
La commune est limitée par Žďár nad Sázavou à l'ouest et au nord, par Jámy au nord-est et à l'est, par Sazomín au sud, et par Březí nad Oslavou au sud-ouest.

## Histoire
La première mention écrite de la localité date de 1353.

## Transports
Par la route, Vatín se trouve à 5 km de Žďár nad Sázavou, à 40,5 km de Jihlava et à 161 km de Prague.